# Römischer Hof

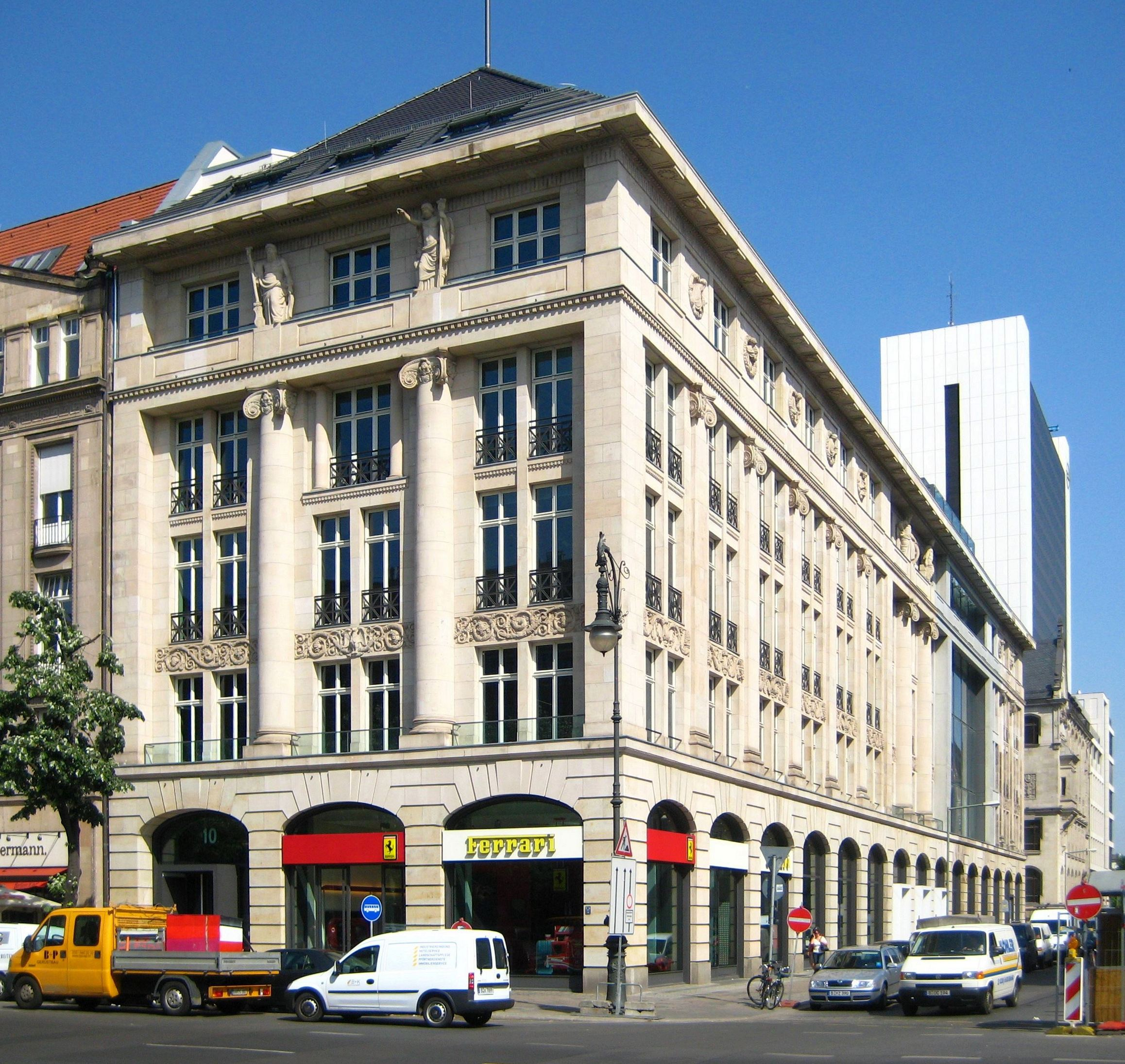
Römischer Hof an der Ecke Charlottenstraße und Unter den Linden (vorn)

Der Römische Hof ist ein historisches Gebäude im Berliner Ortsteil Mitte am Boulevard Unter den Linden 10. Es ist eines der wenigen im Zweiten Weltkrieg nicht völlig zerstörten Gebäude der Berliner Prachtstraße.

## Geschichte

Grand Hotel de Rome, 1910 abgerissen

Im Jahr 1775 entstand nach Entwürfen Georg Christian Ungers das Hotel Ville de Rome, später Hotel Rom. Das Gebäude wurde – nach mehreren Umbauten – 1876 als Grand Hotel de Rome fertiggestellt. Nach der historischen Hausnummernzählung befand sich das Hotel Unter den Linden 39, die Hauptfront lag zur Charlottenstraße hin. Das Grand Hotel de Rome zählte zu den renommiertesten Häusern seiner Zeit. Seine Fassade wurde im Renaissancestil errichtet. 1898 wurde hier das illegal entstandene Foto Bismarck auf dem Sterbebett zum Kauf angeboten. Nachdem das Hotel um 1900 immer mehr an Bedeutung verloren hatte, wurde das Gebäude 1910 abgerissen.

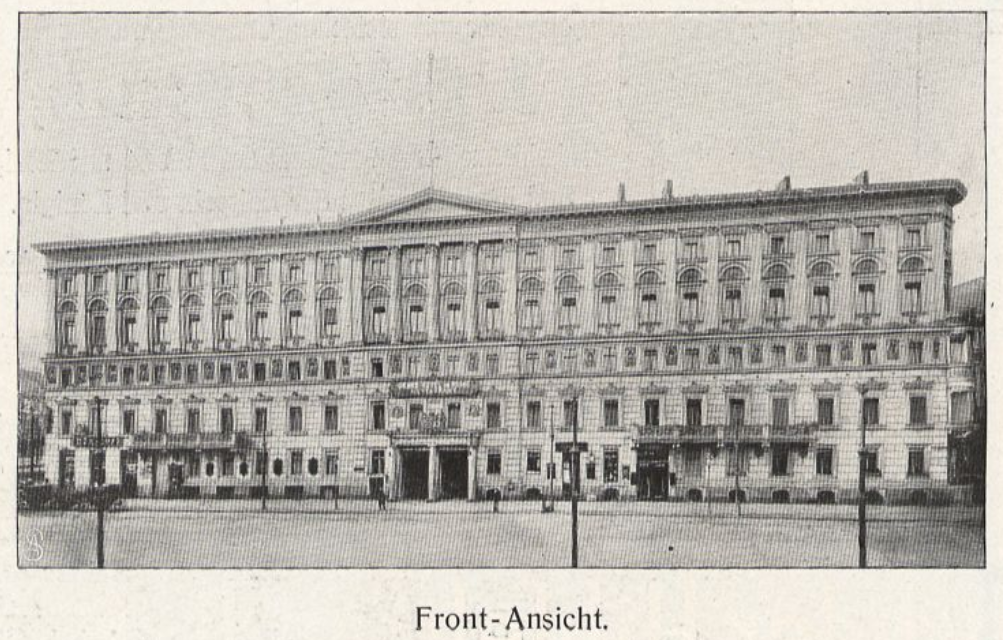
Grand Hotel de Rome Berlin, Ansicht/Fassade Charlottenstraße

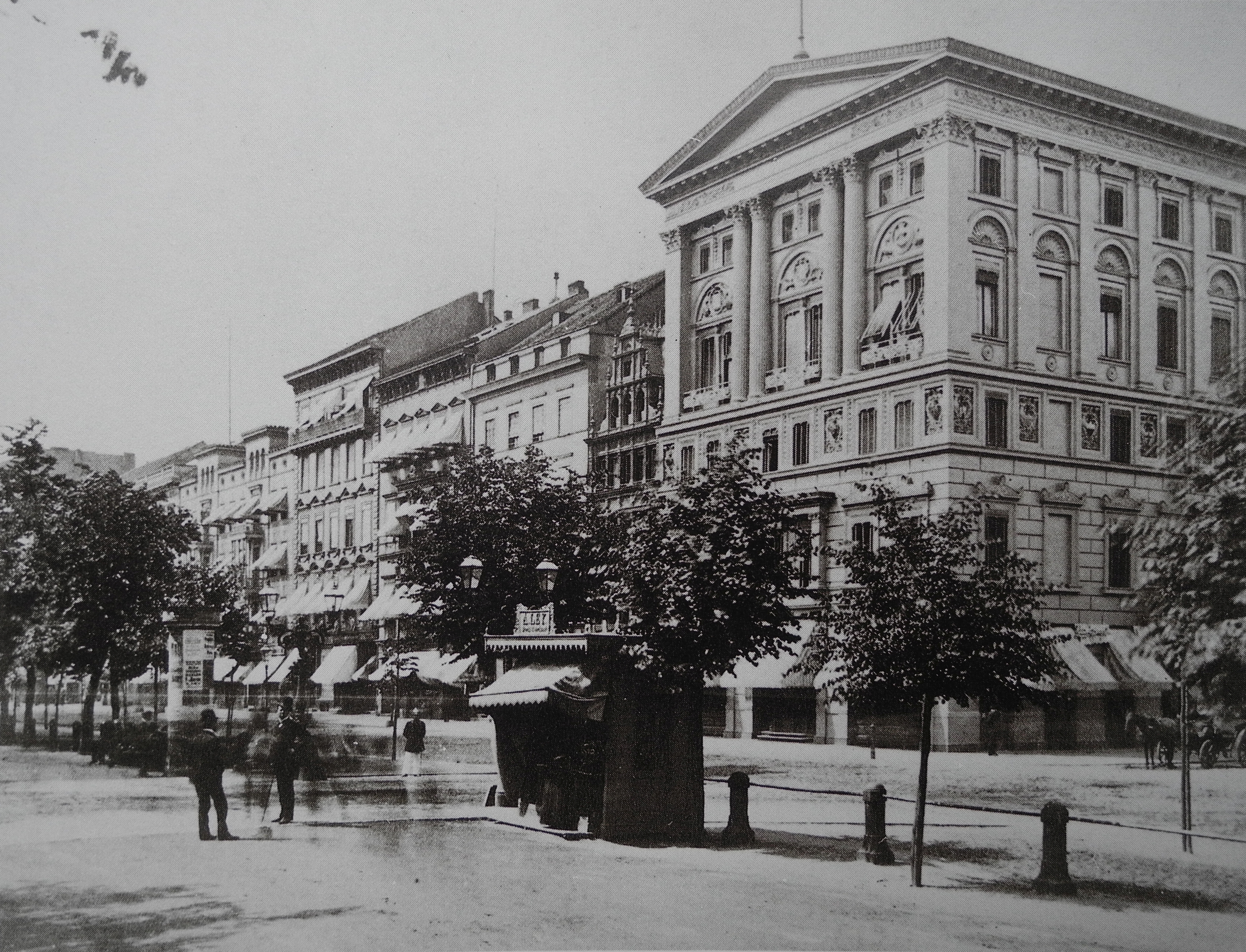
Hôtel de Rome, 1880, Aufnahme: Johann Friedrich Stiehm

An seiner Stelle wurde nach dem Entwurf der Berliner Architekten Kurt Berndt und A. F. M. Lange das Büro- und Geschäftshaus Römischer Hof errichtet. Baubeginn war 1910 und die Roharbeiten waren im Juli 1911 abgeschlossen. Im Frühjahr 1912 konnte das Gebäude bezogen werden. Der Großteil der heutigen Fassaden stammt aus dieser Zeit. Der Haupteingang des Gebäudes befand sich in der Charlottenstraße.
Die Deutsche Verkehrs- und Kreditbank ließ 1935 das Gebäude umbauen. 1943 zerstörte bei einem alliierten Luftangriff eine Luftmine einen Teil des hinteren Gebäudes. Die Deutsche Reichsbahn übernahm 1949 das Gebäude. Ende der 1960er Jahre eröffnete im Erdgeschoss das Bulgarische Kultur- und Informationszentrum. Das Staatliche Reisebüro der DDR nutzte bis 1989 den ehemaligen Schalterraum der Bank. Zwischen den Jahren 2000 und 2005 befanden sich die Buchhandlung Berlin Story und der Club Cookies im Erdgeschoss des Römischen Hofes.
Der Gebäudeeigentümer Vivico ließ das Bauwerk ab dem Frühjahr 2005 entkernen und nach historischen Bildern und Unterlagen sanieren. Der als Ruine erhaltene Flügel in der Charlottenstraße entstand völlig neu. Im September 2006 war der Römische Hof bezugsfertig. Nunmehr haben dort unter anderem die E-Plus-Gruppe (Hauptstadtrepräsentanz), der Palazzo Italia, Ferrari und der Condé-Nast-Verlag ihren Sitz. Den Namen ‚Römischer Hof’ ließ sich Vivico als Marke schützen.

## Gegenstand der ersten deutsch-deutschen Kinoproduktion
Eine gewisse Bekanntheit erlangte der Römische Hof durch den Einbruch der Pannewitzbande im Jahr 1951. Diese hatte sich einige Räume im Erdgeschoss in der Charlottenstraße angemietet und stieß ein Loch in den Fußboden zum Tresorraum der Deutschen Verkehrs- und Kreditbank. Dort lagerten die Lohngelder der Reichsbahnbeschäftigten. Alle Geldbestände (fast 1,7 Millionen DDR-Mark und 224.000 D-Mark) wurden bei dem Einbruch entwendet. Als später Walter Pannewitz verhaftet wurde, dichtete die Zeitung Telegraf: „Pannewitz, den alten Racker, langgesuchten Geldschrankknacker, hat die Polizei gefunden. Leider ist das Geld verschwunden.“ Der Einbruch wurde bereits zweimal verfilmt. Im Dezember 1966 erschien der TV-Zweiteiler Das Millionending – Rififi in Berlin unter der Regie von Helmuth Ashley nach einem Bericht von Henry Kolarz.
Als erster in deutsch-deutscher Koproduktion entstandener Spielfilm kam er 1989 unter dem Titel Der Bruch (mit Götz George, Rolf Hoppe und Otto Sander) in die Kinos.

## Sonstiges
Als unausrottbar gilt die Legende, wonach das gegenüberliegende Alte Palais kein Badezimmer enthielt, sodass für Kaiser Wilhelm I. auf Wunsch eine Badewanne aus dem gegenüberliegenden Hotel de Rome von zwei Hoteldienern in das Palais getragen werden musste. Dazu bemerkte der Oberhofbaurat Albert Geyer, es hätte sich von Anfang an ein Wannenbad in der Wohnung Augustas befunden, das Wilhelm I. über eine Wendeltreppe erreichen konnte. 1885 habe Wilhelm ein eigenes Wannenbad erhalten, das er jedoch nicht benutzte.
Rund 400 Meter entfernt, am Bebelplatz, eröffnete 2006 das Rocco Forte Hotel de Rome, dessen Namen vom einstigen Grand Hotel übernommen wurde.